# Toute ressemblance...
Pour plus de détails, voir Fiche technique et Distribution.
Toute ressemblance… est un film français réalisé par Michel Denisot, sorti en 2019.
Le film comptabilise 108 155 entrées pour seulement 700 000 € de recettes. C'est l'un des plus gros échecs pour un film français en 2019.

## Synopsis
Cédric Saint Guérande, dit « CSG », est le présentateur de télévision préféré des Français. Ancien « joker », il est devenu une star du journal de 20h, sur la plus grande chaîne nationale, depuis sa couverture des attentats du 11 septembre 2001. Chaque soir, son journal de 20h fait des audiences excellentes. Cela attise bien évidemment les jalousies, même au sein de sa chaîne. De plus, sa soif de pouvoir est sans limite. Le président de la chaîne le voit alors comme un potentiel rival.

## Fiche technique
- Titre : Toute ressemblance…
- Réalisation : Michel Denisot
- Scénario : Karine Angeli et Michel Denisot, d'après une idée originale de Michel Denisot
- Musique : Ofenbach
- Photographie : Gilles Porte
- Montage : Alice Plantin, Samuel Danési
- Mixage : Fabien Devillers
- Décors : Séverine Baehrel
- Costumes : Laetitia Bouix
- Production : Olivier Kahn, Paul-Dominique Win Vacharasinthu
- Sociétés de production : UGC,  Les Films du 24 et Tribus P Films
- Distribution : UGC Distribution (France)
- Pays d'origine :  France
- Budget : 7,9 millions d'euros
- Format : couleur
- Genre : comédie
- Durée : 83 minutes
- Date de sortie :
  - France : 27 novembre 2019

## Distribution
- Franck Dubosc : Cédric Saint Guérande, dit « CSG »
- Caterina Murino : Elisa
- Jérôme Commandeur : Thierry Morgan
- Sylvie Testud : Maïté
- Denis Podalydès : Julien Demaistre
- Jeanne Bournaud : Florence d'Artois
- Frédéric Quiring : Simon Benamou
- Noémie Chicheportiche : Sarah Munz
- Marilyne Canto : Guilaine
- Laurent Bateau : Yvon Kepler ministre de la culture
- Joseph Malerba : Alain
- David Salles : Docteur Godard, alias Tonton Bonbon
- Grégoire Bonnet : Jean-Charles Balin
- Sophie Mourousi : Fiona
- Anouchka Delon : jeune femme amoureuse
- Alain Delon : lui-même
- Aytl Jensen : travesti de la soirée
- Gilles Bouleau : lui-même
- Laurent Delahousse : lui-même
- Patrick Poivre d'Arvor : lui-même
- Nikos Aliagas : lui-même
- Claire Chazal : elle-même
- Michel Drucker : lui-même
- Anne-Sophie Lapix : elle-même
- Laurence Ferrari : elle-même

## Production
Le tournage débute en septembre 2018. Une première photographie est publiée par Michel Denisot sur Instagram et révèle la présence de plusieurs célébrités du Paysage audiovisuel français, comme Patrick Poivre d'Arvor, Claire Chazal, Michel Drucker, Anne-Sophie Lapix et Laurence Ferrari.

## Accueil

### Critiques
Le film n'est globalement pas apprécié de la critique presse et obtient la faible note de 1,8/5 sur Allociné.
GQ a apprécié le film et malgré quelques défauts, le considère comme « un premier film divertissant et jamais ennuyant [sic]. » GQ magazine appartient au même groupe de presse (Condé Nast) que Vanity Fair France dont Michel Denisot est le rédacteur en chef.
Le Parisien n'a pas du tout aimé le film, affirmant : « Pendant près d'1h30, le réalisateur semble tellement obsédé à l'idée de caser tous les clichés sur les paillettes et la cruauté du petit écran qu'il en oublie de raconter une histoire. Dans « Toute ressemblance », les enjeux s'avèrent inexistants et les rebondissements artificiels. ».

### Box-office
Lors de son premier jour d'exploitation, le film réalise une modeste performance de 15 012 entrées malgré une présence dans 351 salles. À la fin de la première semaine à l'affiche, Toute ressemblance… cumule 83 401 entrées.
Finalement, après trois semaines à être projeté dans les salles, le film comptabilise 108 155 entrées et seulement 700 000 € de recettes pour un budget de production avoisinant 7,9 millions d'euros.
Ce résultat au box-office fait du film l'un des plus gros échecs pour un film français en 2019.
| Pays ou région | Box-office      | Date d'arrêt du box-office | Nombre de semaines |
| -------------- | --------------- | -------------------------- | ------------------ |
| France         | 108 155 entrées | 17 décembre 2019           | 3                  |
| Total mondial  | 781 254 $       | -                          | -                  |